# Доведени братя
„Доведени братя“ (на английски: Step Brothers) е американски комедиен филм от 2008 г. на режисьора Адам Маккей, продуциран от Джими Милър и Джъд Апатоу, по сценарий на Уил Феръл, Адам Маккей и Джон Райли. Във филма участват Уил Феръл, Джон Райли, Ричард Дженкинс, Мери Стийнбъргън, Адам Скот и Катрин Хан. Филмът е пуснат от „Сони Пикчърс Релийзинг“ на 25 юли 2008 г., след „Рики Боби: Лудият на макс“.